# AllGame
AllGame（原名All Game Guide）是一个关于街机、电子游戏以及电子游戏机生产商的数据库。
AllGame由All Media Guide所有，相类似的还有Allmusic与Allmovie。
网站於2014年12月12日关站。